# Кирток Микола Наумович
Кирто́к Мико́ла Нау́мович (6 грудня 1920 — 25 вересня 2022) — радянський військовий льотчик, Герой Радянського Союзу (1945), під час Німецько-радянської війни командир ескадрильї 140-го гвардійського штурмового авіаційного полку 8-ї гвардійської штурмової авіаційної дивізії 1-го гвардійського штурмового авіаційного корпусу 2-ї повітряної армії 1-го Українського фронту.

## Біографія
Народився 6 грудня 1920 року в селі Маринівка Одеської губернії (нині Доманівський район Миколаївської області) в селянській родині. Українець. Член ВКП(б) з 1943 року.
Дитячі роки провів у Одесі. Після закінчення 9 класів працював слюсарем на одеському заводі імені Жовтневої революції.
У 1939 році призваний до лав РСЧА. У 1943 році закінчив Тамбовську військову авіаційну школу пілотів.
Учасник німецько-радянської війни з липня 1943 року. Воював на штурмовикові Іл-2 на Степовому, 1-у та 2-у Українських фронтах.
Всього за період бойових дій командир ескадрильї 140-го гвардійського штурмового авіаційного полку 8-ї гвардійської штурмової авіаційної дивізії 1-го гвардійського штурмового авіаційного корпусу 2-ї повітряної армії гвардії старший лейтенант М. Н. Кирток здійснив 210 вдалих бойових вильотів, знищивши та пошкодивши 38 танків і бронетранспортерів, 54 автомобілі з військами та вантажами, 7 цистерн з пальним, залізничний ешелон з боєприпасами, подавивши вогонь 6 батарей зенітної артилерії. У повітряних боях його екіпаж збив особисто 1 та у складі групи — 4 літаки ворога.
Учасник Параду Перемоги на Червоній площі в Москві 24 червня 1945 року.
Продовжуючи військову службу в ВПС СРСР, у 1951 році закінчив Військово-повітряну академію. Проходив службу на посаді начальника відділення тактичних випробовувань літаків у Державному Червонопрапорному науково-дослідному інституті ВПС СРСР. З 1954 року і до виходу в запас — на керівних посадах у Головному управлінні Генерального штабу ЗС СРСР.
У 1976 році полковник М. Н. Кирток вийшов у запас. До 1987 року працював інженером-конструктором ОКБ імені Яковлєва.

## Нагороди
Указом Президії Верховної Ради СРСР від 27 червня 1945 року за зразкове виконання бойових завдань командування по знищенню живої сили і техніки ворога та виявлені при цьому мужність і героїзм гвардії старшому лейтенантові Киртоку Миколі Наумовичу присвоєне звання Героя Радянського Союзу з врученням ордена Леніна та медалі «Золота Зірка» (№ 6579).
Також нагороджений трьома орденами Червоного Прапора (26.10.1943, 19.03.1944, 19.05.1945), двома орденами Вітчизняної війни 1-го ступеня (31.10.1943, 06.04.1985), орденами Олександра Невського (08.03.1945), Червоної Зірки, «За службу Батьківщині в Збройних Силах СРСР» 3-го ступеня, медалями.